# In amore si cambia
In amore si cambia (A Change of Season) è un film statunitense del 1980 diretto da Richard Lang.
I protagonisti sono Anthony Hopkins, Shirley MacLaine e Bo Derek.

## Trama
Quando Karyn Evans scopre che il suo arrogante ed egocentrico marito professore Adam ha una relazione con la studentessa Lindsey Rutledge, si vendica avendo una sua relazione con il carpentiere filosofico del campus Pete Lachappelle. Adam è infuriato quando viene a sapere della nuova relazione di sua moglie, e lei a sua volta difende il suo diritto a godere degli stessi piaceri carnali che gode lui. I quattro decidono di condividere una casa di sci nel Vermont, dove i loro sforzi per comportarsi come persone liberali sono messi alla prova da angoscia, sentimenti feriti e Kasey Evans, che arriva inaspettatamente per affrontare i suoi genitori con il loro comportamento oltraggioso.

## Produzione
Il titolo provvisorio del film era Adulti consenzienti e le riprese furono mandate avanti con tale titolo, ma per timore che potesse condizionare i puritani negli USA, poi venne cambiato in A change of season e in Italia venne intitolato In amore si cambia.
Il film è stato girato in Colorado e precisamente a Glenwood Springs e anche a Williamstown, Massachusetts. Le due "primedonne" Anthony Hopkins e Shirley MacLaine, durante le riprese, notoriamente non andavano d'accordo e Hopkins in seguito ha dichiarato: "è stata l'attrice più odiosa con la quale io abbia mai lavorato." La canzone-tema Where do you catch the bus for tomorrow? è stata scritta dal grande Henry Mancini con Alan e Marilyn Bergman e interpretata da Kenny Rankin. Originariamente, dopo che il produttore Martin Ransohoff vide un suo film, Un uomo, una donna e una banca (1979), per dirigere il film era stato assunto Noel Black, ma lo stesso, a causa di divergenze creative, ha lasciato il film durante le riprese ed è stato sostituito da Richard Lang. Black ha girato solo la prima metà del film.

## Distribuzione
Data di prima distribuzione nel paese d'origine: 1 dicembre 1980

## Budget e box office
- Budget: 6.000.000 dollari
- Box office: 7.270.000 dollari (USA / Canada)